# 滋野家訳
滋野 家訳（しげの の いえおさ）は、平安時代初期の貴族。氏姓は伊蘇志臣のち滋野宿祢、滋野朝臣。官位は従五位上・尾張守。

## 経歴
桓武朝の延暦17年（798年）伊蘇志臣から滋野宿祢に改姓する。
弘仁3年（812年）外従五位下・尾張介に叙任され、弘仁6年（815年）内位の従五位下に叙せられると同時に尾張守に昇格するなど、嵯峨朝前半に尾張国の国司を歴任した。
嵯峨朝末の弘仁13年（822年）従五位上に至り、翌弘仁14年（823年）宿禰姓から朝臣姓に改姓している。

## 官歴
『日本後紀』による。
- 延暦17年（798年） 日付不詳：伊蘇志臣から滋野宿祢に改姓
- 時期不詳：正六位上
- 弘仁3年（812年） 正月7日：外従五位下。正月12日：尾張介
- 弘仁6年（815年） 7月13日：従五位下（内位）、尾張守
- 弘仁13年（822年） 10月1日：従五位上
- 弘仁14年（823年） 日付不詳：滋野宿禰から滋野朝臣に改姓

## 系譜
- 父：不祥
- 母：不詳
- 妻：紀氏
  - 男子：滋野貞主（785-852）[1]
  - 男子：滋野貞雄（795-860）[2]